# Pro Evolution Soccer 4
Pro Evolution Soccer 4 (também conhecido como World Soccer: Winning Eleven 8 no Japão e Coréia do Sul e World Soccer: Winning Eleven 8 International na América do Norte e Ásia) é o quarto jogo da série Pro Evolution Soccer.

## Times

### Seleções
Europa
| - Albânia - Andorra - Armênia - Áustria - Azerbaijão - Bielorrússia - Bélgica - Bósnia e Herzegovina - Bulgária - Croácia - Chipre - Tchéquia - Dinamarca - Inglaterra - Estónia - Ilhas Faroé - Finlândia - França - Geórgia | - Alemanha - Grécia - Hungria - Irlanda - Israel - Itália - Cazaquistão - Letónia - Liechtenstein - Lituânia - Luxemburgo - Macedônia do Norte - Malta - Moldávia - Países Baixos - Irlanda do Norte - Noruega - Polónia | - Portugal - Romênia - Rússia - San Marino - Escócia - Sérvia e Montenegro - Eslováquia - Eslovênia - Espanha - Suécia - Suíça - Turquia - Ucrânia - País de Gales |

África
| - Argélia - Angola - Benim - Botsuana - Burquina Fasso - Burundi - Camarões - Cabo Verde - República Centro-Africana - Chade - Comores - Congo - RD Congo - Costa do Marfim - Djibouti - Egito - Guiné Equatorial - Eritreia - Etiópia | - Gabão - Gâmbia - Gana - Guiné - Guiné-Bissau - Quénia - Lesoto - Libéria - Líbia - Madagascar - Malawi - Mali - Mauritânia - Maurícia - Marrocos - Moçambique - Namíbia - Níger - Nigéria | - Ruanda - São Tomé e Príncipe - Senegal - Seicheles - Serra Leoa - Somália - África do Sul - Sudão do Sul - Sudão - Essuatíni - Tanzânia - Togo - Tunísia - Uganda - Zâmbia - Zimbabwe |

Américas
| - Anguila - Antígua e Barbuda - Aruba - Bahamas - Barbados - Belize - Bermudas - Canadá - Costa Rica - Cuba - Dominica - República Dominicana - El Salvador - Guatemala - Guiana - Haiti - Honduras - Ilhas Caimã - Ilhas Virgens Americanas - Ilhas Virgens Britânicas - Jamaica - México - Monserrate - Nicarágua - Panamá - Porto Rico - São Cristóvão e Neves - Santa Lúcia - São Vicente e Granadinas - Suriname - Trinidad e Tobago - Turcas e Caicos - Estados Unidos - Ilhas Virgens Americanas | - Argentina - Bolívia - Brasil - Chile - Colômbia | - Equador - Paraguai - Peru - Uruguai - Venezuela |

Ásia/Oceania
| - Afeganistão - Bahrein - Bangladesh - Butão - Brunei - Camboja - China - Taipé Chinês - Hong Kong - Índia - Indonésia - Irã - Iraque - Japão - Jordânia - Quirguistão - Kuwait | - Laos - Líbano - Maldivas - Malásia - Mongólia - Nepal - Coreia do Norte - Omã - Paquistão - Filipinas - Catar - Coreia do Sul - Sri Lanka - Arábia Saudita - Síria - Tadjiquistão | - Tailândia - Turcomenistão - Emirados Árabes Unidos - Uzbequistão - Vietnã - Iêmen - Samoa Americana - Austrália - Ilhas Cook - Fiji - Nova Caledônia - Nova Zelândia - Papua-Nova Guiné - Samoa - Ilhas Salomão - Taiti - Tonga - Vanuatu |

### Clubes
Ligas
- FA Premier League